# Georg von Weidenhaijn
Georg von Weidenhaijn, död 1733, var en svensk militär.

## Biografi
Georg von Weidenhaijn var son till Johan von Weidenhaijn och Catharina Grissbach. Han blev 26 september 1688 fänrik vid Bielkes svenska regementet i Holland och blev senare löjtnant. von Weidenhaijn blev 1 september 1700 kapten vid Upplands tremänningsinfanteriregemente och blev 22 februari 1703 livdrabant, samt földe till Bender. Han tog avsked 29 oktober 1719 som överstelöjtnant. von Weidenhaijn avled 1733 och slöt ätten på svärdssidan.

### Familj
von Weidenhaijn var gift med Catharina Ehrenskiöld, dotter till landshövdingen Erik Nilsson Ehrenskiöld och Catharina Rask. De fick tillsammans dottern Catharina von Weidenhaijn (1699–1699).